# Zufall
Von Zufall spricht man, wenn für ein einzelnes Ereignis oder das Zusammentreffen mehrerer Ereignisse keine kausale Erklärung gefunden werden kann. Als kausale Erklärungen für Ereignisse kommen je nach Kontext eher Absichten handelnder Personen oder auch naturwissenschaftliche deterministische Abläufe in Frage.
Das Wort „Zufall“ in der in diesem Artikel beschriebenen Bedeutung kam erst im 17. Jahrhundert in allgemeinen Gebrauch und gilt unter Linguisten als vom lateinischen ac-cidens in Wortform und Sinn vorgeprägt. Im deutschen Sprachraum kam Zufall (mittelhochdeutsch zuoval: „Anfall“) zuerst bei Meister Eckhart bzw. in der Sprache der Mystiker des 14. Jahrhunderts als Lehnübersetzung von accidens und scholastische Wiedergabe des aristotelischen symbebêkós vor.

## Allgemeines
Wenn von Zufall gesprochen wird, kann konkret gemeint sein:
1. Ein Ereignis geschieht objektiv ohne Ursache. Dieser „objektive Zufall“ wird im Artikel Indeterminismus behandelt.
2. Ein Ereignis geschieht, ohne dass eine Ursache erkennbar ist.
3. Ein Ereignis geschieht, bei dem man zwar die Einflussfaktoren kennt, sie aber nicht messen oder steuern kann, so dass das Ergebnis nicht vorhersehbar ist („empirisch-pragmatischer Zufall“[4]).
4. Zwei Ereignisse stehen in keinem (bekannten) kausalen Zusammenhang.

Fall 1 ist in der makroskopischen Welt bisher nicht beobachtet worden und dürfte prinzipiell nicht nachweisbar sein. In der Quantenmechanik wird die Existenz des objektiven Zufalls im Rahmen ihrer verschiedenen Interpretationen diskutiert. So ist der Zeitpunkt des Zerfalls des nächsten radioaktiven Atoms aus einer Stoffmenge nicht vorhersagbar.
Fall 2 bedeutet, dass die Kausalkette oder die Einflussfaktoren nicht lückenlos nachgewiesen sind, aber ihr Vorhandensein zu vermuten ist. Beispiele:
- Warum hat der Baum gerade hier einen Ast ausgebildet, im Gegensatz zum benachbarten Baum?
- Bei der geschlechtlichen Vermehrung werden die Erbinformationen der Eltern neu kombiniert und zwar in einer Weise, die nicht vorherbestimmbar ist.

Fall 3 setzt eine gewisse Komplexität voraus. Beispiele:
- Nicht manipulierte Glücksspielsituationen: Warum eine Roulette-Kugel auf eine bestimmte Zahl fallen wird, ist nicht vorhersehbar, weil in der Ausgangssituation (Wurf der Kugel) kleinste, nicht willentlich beeinflussbare Variationen großen Einfluss auf das Ergebnis haben. – Beim Wurf mit einem idealen Würfel tritt jeder Wert von 1 bis 6 mit gleicher Wahrscheinlichkeit auf, vor dem Werfen kann nicht vorhergesagt werden, welches Ereignis eintritt. Es gibt keine Erklärung für das Auftreten einer bestimmten Zahl, solange man nicht die Ausgangslage und die Flug- und Drehgeschwindigkeit des Würfels heranzieht, um die weiteren Abläufe des Wurfes physikalisch zu berechnen.
- Zwei – einander unbekannte – Menschen waren gleichzeitig im selben Eisenbahn-Abteil und kamen durch irgendein beobachtetes Ereignis ins Gespräch; bald darauf haben sie geheiratet und Kinder bekommen.

Fall 4 ist der Versuch, voneinander unabhängige Dinge in Verbindung zu bringen. (Das ist eine der Formen magischen Denkens.) Beispiel: Zwei Menschen haben jeweils eine andere Telefonnummer. Ob der ältere oder jüngere die größere Nummer hat, ist „Zufall“.
Verwendet man Zufall als Beschreibung dafür, dass die eingetretene Endsituation keine Begründung in der Ausgangssituation finden kann, dann muss auch gelten:
- Bei gleicher Ausgangssituation kann es mehrere unterschiedliche Endsituationen geben.
- Es gibt keine erkennbare Ursache für das Zustandekommen einer bestimmten Endsituation.
- Bei Wiederholungen derselben Ausgangssituation können auch andere Endsituationen eintreten.

Auch umgangssprachlich wird der Begriff Zufall verwendet, wenn ein Ereignis nicht kausal erklärbar ist. Er ist schwer abgrenzbar gegen Unberechenbarkeit und Unvorhersagbarkeit. Wenn gezielt Zufall als Gestaltungselement bei Auswahlverfahren genutzt wird, wird in diesem Zusammenhang der Begriff „Zufallsprinzip“ verwendet.

## Wissenschaftliche Einordnung
Eine systematische Untersuchung des Phänomens Zufall geschieht
- in der Philosophie (Was ist Zufall?)
- in der Mathematik und Statistik (Wie lässt sich Zufall quantitativ fassen (Wahrscheinlichkeitsrechnung, Stochastik)? Wie lässt sich Zufall künstlich erzeugen (Zufallszahl und Pseudozufallszahl)?)
- in der Physik (Welche Prozesse sind zufällig, welche kausal?)
- in der Psychologie (Wahrnehmung eines Ereignisses als „zufällig“; Erwartung an die Zufälligkeit bzw. Wahrscheinlichkeit eines Ereignisses oder Ereigniskomplexes)
- in der Soziologie (Wie entwickelt sich die Gesellschaft? Gibt es sozio-historische Gesetze? (siehe auch Geschichtsphilosophie) und soziokulturelle Evolution)
- in der Ludologie (Welche Spielmechaniken erzeugen Zufallsereignisse mit welchen Konsequenzen in Brett-, Karten-, Computer- oder Glücksspielen?)
- in der Rechtswissenschaft (Wer trägt die Folgenlast bei Zufallsereignissen? Beispielsweise im Rahmen der §§ 287, 848 BGB.)

## Zufallsprozesse in der Welt
Teilbereiche der Philosophie beschäftigen sich mit der Frage, ob unsere Welt grundsätzlich deterministisch (also kausal eindeutig vorherbestimmt) oder zufällig ist. Bei auf den ersten Blick zufällig erscheinenden Ereignissen stellt sich die Frage, ob der Beobachter lediglich zu wenig Informationen hatte, um eine exakte Vorhersage zu treffen, oder ob das beobachtete System in sich zufällig ist.
Bei der ersten Art – den deterministischen Systemen – ist das Ergebnis eines Experiments bei identischen Bedingungen immer gleich. Eine beobachtete Varianz lässt darauf schließen, dass der Beobachter an zumindest einer Stelle ungenau gemessen hat. Heute untersucht die Chaosforschung deterministisch chaotische Systeme; das sind deterministische Systeme, die sich aber aufgrund ihrer großen Komplexität für den Menschen momentan unvorhersagbar verhalten.
Die Quantenphysik hat eine neuerliche Diskussion darüber ausgelöst, ob die Welt fundamental deterministischen oder im innersten zufälligen Prinzipien gehorcht. Die experimentell nachgewiesene Verletzung der Bellschen Ungleichung impliziert, dass die Natur auf mikroskopischer Ebene nicht durch eine sowohl realistische als auch lokale Theorie beschrieben werden kann. Dies bedeutet, dass das Ergebnis eines Experiments selbst bei Kenntnis aller lokalen Gegebenheiten im Allgemeinen nicht exakt vorhergesagt werden kann und dementsprechend auch verschiedene Konsequenzen aus identischen Ausgangssituationen folgen können. So ist es beispielsweise nicht möglich, den exakten Zeitpunkt des Zerfalls eines Atomkerns zu bestimmen, und zwar nicht, weil noch Eigenschaften des Kerns unbekannt wären, sondern weil keine (lokalen) Ursachen existieren. Im Rahmen der Kopenhagener Deutung der Quantenmechanik spricht man daher von einem objektiven Zufall.
Andere Interpretationen der Quantenmechanik unterscheiden sich nicht in ihrem physikalischen Inhalt von der Kopenhagener Deutung, allerdings in ihrer Bewertung des Zufalls. So geht die Viele-Welten-Interpretation beispielsweise davon aus, dass immer alle quantenmechanischen Möglichkeiten tatsächlich realisiert sind und nur in den jeweiligen Welten als zufällig erscheinen. Alle Welten zusammen wären demnach deterministisch beschreibbar. Des Weiteren existieren nicht-lokale Interpretationen (z. B. die De-Broglie-Bohm-Theorie), in denen der Zufall auf das Unwissen bezüglich des Zustands des gesamten Universums zurückgeführt wird.
Schließlich darf der quantenmechanische Zufall nicht mit Regellosigkeit gleichgesetzt werden. Auch wenn die einzelnen Messergebnisse nicht vorhersagbar sind, so sind die Wahrscheinlichkeiten ihres Eintretens durch die quantenmechanischen Gesetzmäßigkeiten streng determiniert. Auf makroskopischer Ebene spielen Quanteneffekte aufgrund der Dekohärenz keine Rolle, so dass uns die gewohnte Welt immer deterministisch erscheint.

## Zufall und freier Wille
Zwischen den Begriffen Zufall und freier Wille existiert ein enger Zusammenhang. Es kann argumentiert werden, dass eine freie Entscheidung, zumindest teilweise, durch andere Einflüsse (innerer und äußerer Art) nicht beeinflusst ist. Sie ist also nicht determiniert. Dies lässt sich indes gerade auch als Definition von Zufall ansehen: Nach dieser Auffassung kann es in einem Universum ohne Zufall keinen freien Willen geben, da jede Entscheidung bei Kenntnis aller Einflussgrößen vorhergesagt werden könnte. Aber wenn unsere Entscheidungen zufällig zustande kommen, ist das erst recht nicht, was wir uns unter freiem Willen vorstellen.
Immanuel Kant schlägt dafür in der Kritik der reinen Vernunft folgenden Ausweg vor: Der Widerspruch zwischen Determinismus und Unbestimmtheit des Willens („Antinomie“ der Willensfreiheit) entsteht nur, wo Erscheinungen (der Erfahrungswelt) mit dem „Ding an sich“ gleichgesetzt werden. „Denn, sind Erscheinungen Dinge an sich selbst, so ist Freiheit nicht zu retten. […] Wenn dagegen Erscheinungen für nichts mehr gelten, als sie in der Tat sind, nämlich nicht für Dinge an sich, sondern bloße Vorstellungen, die nach empirischen Gesetzen zusammenhängen, so müssen sie selbst noch Gründe haben, die nicht Erscheinungen sind.“ (B 564f, Kritik der reinen Vernunft). Willensfreiheit bedeutet danach „das Vermögen, einen Zustand von selbst anzufangen“ (B 561, Kritik der reinen Vernunft).
Wie frei der menschliche Wille wirklich ist, und wie sehr menschliche Entscheidungen von Erfahrungen, Gefühlen und Instinkten geprägt sind, ist Untersuchungsgegenstand der Psychologie. Ein Mensch mit einem freien Willen hat vielleicht nur einen umfangreichen Erfahrungsschatz, moralische Grundsätze und einen scharfen Verstand, die ihm eigenständige, differenzierte Entscheidungen auf fundierter Basis erlauben, welche aber womöglich absolut deterministisch zustande kommen. Ein solcher Willen ist immerhin ein Stück weit frei von gesellschaftlichen Zwängen, Gewohnheiten usw.
Die christliche Religion setzt keinen freien Willen im Menschen voraus, soweit es sich um die Möglichkeit handelt, sich Gott zuzuwenden oder sich von ihm abzukehren. Paulus, Augustinus und die Reformatoren sind wichtige Vertreter der Willensunfreiheit des Menschen in christlicher Hinsicht. Da diese Willensunfreiheit aber zu Schwierigkeiten mit den Konzepten von Sünde, Schuld und Vergebung führt, wird im heutigen Katholizismus, in manchen nichtreformatorischen Ausprägungen des Protestantismus und in anderen Konfessionen Willensfreiheit positiv vertreten. Neben Determinismus und Zufall als „Naturkräften“ und den freien Willen des Menschen tritt in religiösen Vorstellungen das Wirken höherer Wesen als weiteres Kausalprinzip.

## Wahrnehmung des Zufalls
Die menschliche Wahrnehmung des Zufalls war bis in das 19. Jahrhundert hinein stark durch ein unscharf definiertes, göttliches Wirken dominiert bzw. durch Pantheismus geprägt. Die Grenze, ab der Zufälle als Derartiges interpretiert wurden, hing ebenfalls stark von der Komplexität des Sachverhaltes, der subjektiv wahrgenommenen Ungewöhnlichkeit und individueller Bedeutsamkeit ab. Diese Art der Wahrnehmung wurde beispielsweise durch den französischen Schriftsteller Théophile Gautier reflektiert:
"Zufall ist vielleicht das Pseudonym Gottes, wenn er nicht selbst unterschreiben will".
Die systematische Untersuchung der menschlichen Fähigkeit, Zufallserscheinungen zu beurteilen, fällt in das Gebiet der Kognitionspsychologie. Maßgebliche Beiträge hierzu stammen von den Wissenschaftlern Amos Tversky und Daniel Kahneman. 

### Negativer Zufall: Denkfehler / Fehleinschätzungen
Der Mensch besitzt eine Grundfähigkeit zum Einschätzen von Wahrscheinlichkeiten, jedoch sind im Einzelnen verschiedene systematische Fehleinschätzungen identifiziert worden. Prominente Beispiele sind zum einen Nichtberücksichtigung von bedingten Wahrscheinlichkeiten oder die Umkehr der Schlussrichtung von Aussagen mit diesen, wie das bekannte Ziegenproblem illustriert.
Weiter neigen Versuchspersonen dazu, in zufälligen Mustern Regelmäßigkeiten wahrzunehmen (Apophänie) und davon auf einen systematischen Erzeugungsprozess zu schließen. Damit verwandt ist die von H. Reichenbach 1934 formulierte Beobachtung, dass Menschen beim Versuch, sich zufällige Zahlensequenzen auszudenken, eine Tendenz zeigen, die Häufigkeit aufeinander folgender identischer Ziffern zu unterschätzen. Ein klassischer Datensatz für statistische Nachweise besteht aus einer großen Zahl im Rahmen eines Versuches zum Nachweis von Gedankenübertragung eingesendeter Zahlenfolgen, dem Zenith Radio Experiment von 1937, dessen Ergebnisse zunächst von L. D. Goodfellow in dieser Hinsicht untersucht wurden.
Eine andere Klasse von Fehlurteilen rührt aus der Anwendung fehlerhafter Varianten des Gesetzes der großen Zahl.
Derartige Denkfehler unterlaufen auch ausgebildeten Mathematikern. Ein bekannteres Beispiel ist das von Paul Erdős, der für das Verständnis des Ziegenproblems mehrere Anläufe brauchte. Persi Diaconis fasst die Situation wie folgt zusammen: „Our brains are just not wired to do probability problems very well.“ (in etwa: „Unser Gehirn ist einfach nicht so verdrahtet, um mit Wahrscheinlichkeitsproblemen sehr gut umzugehen.“) Ein Erklärungsansatz sind von Tversky und Kahneman untersuchte automatische Denkprozesse, sogenannte Urteilsheuristiken.
T. Griffiths und J. Tenenbaum versuchen die Diskrepanz zwischen menschlicher Intuition und stochastischer Sichtweise dahingehend aufzulösen, dass die menschlichen Einschätzungen mit mathematischen Vorhersagen der Frage nach der Likelihood eines bestimmten generierenden Prozesses im Einklang stehen (und nicht mit der Wahrscheinlichkeit eines Ereignisses unter einem vorgegebenen generierenden Prozess).
Weitere Fehlannahmen rühren daher, dass Ereignissen die zeitlich synchron verlaufen bzw. in kurzem zeitlichen Abstand zueinander stehen, subjektiv eine höhere Abhängigkeit beigemessen werden, als solche, die in großem zeitlichen Abstand zueinander stehen. Diese Annahme wurden vom Psychoanalytiker Carl Gustav Jung als Synchronizität bezeichnet.

### Glücklicher Zufall: Serendipität
Der Begriff Serendipität bezeichnet eine zufällige Beobachtung von etwas ursprünglich nicht Gesuchtem, das sich als neue und überraschende Entdeckung erweist. 
Beispiele dazu sind folgende zufälligen Entdeckungen/Erfindungen: Klettverschluss, Sekundenkleber, Post-it, Penicillin und Viagra.

## Zufall im Recht
Der Zufall ist im Schadenersatzrecht von Bedeutung. Zufall (lat. casus fortuitus) ist im deutschen und österreichischen Zivilrecht die weder auf Vorsatz noch auf Fahrlässigkeit einer Person beruhende Ursache von Ereignissen. Grundsätzlich trägt jeder, der durch Zufall einen Schaden erleidet, diesen Schaden selbst. Nur wenn man beweisen kann, dass ein Schaden eben nicht zufällig, sondern (mit Vorsatz oder durch Fahrlässigkeit) durch eine andere Person verursacht wurde, kann man eventuell Schadenersatz erhalten.
Ein Spezialfall betrifft das "Verleihen von Sachen". Wenn die Sache während des Verleihs durch Zufall beschädigt wird, dann trägt auch hier grundsätzlich der Eigentümer der Sache den Schaden selbst, der Leihnehmer (Schuldner) muss keinen Schadenersatz leisten. Aber: In diesem Fall muss der Leihnehmer beweisen, dass der Schaden durch Zufall eingetreten ist, also weder auf Vorsatz noch auf Fahrlässigkeit einer Person beruht. Gelingt der Beweis nicht, muss Schadenersatz geleistet werden.
Es gibt nur einen einzigen Fall, bei dem für einen zufälligen Schaden ein Schadenersatz geleistet werden muss – wenn ein Schuldner im Verzug ist. Das betrifft Personen, die eine ausgeliehene Sache nicht bis zum vereinbarten Zeitpunkt zurückgeben. Das betrifft ebenso einen Dieb, weil er nach dem römischen Rechtssatz fur semper in mora immer im Verzug ist (nämlich im Verzug der Rückgabe). Dies hat zur Folge, dass der verspätete Leihnehmer und der Dieb z. B. für den zufälligen Untergang der Sache haftet, selbst wenn der Untergang der Sache für ihn weder vermeidbar noch vorhersehbar war.

## Zufall in der Kunst
Die Verwendung nicht-systematischer Operationen, die zu einem unvorhersehbaren, weitgehend zufälligen Ergebnis führen, wird in der bildenden Kunst, in der Musik und in der Literatur als Aleatorik bezeichnet.
Zufall als Programm findet vor allem im 20. Jahrhundert Eingang in künstlerische Produktionen. Aber auch vor dem 20. Jahrhundert wurde vereinzelt der Zufall als konstituierendes Kunstelement eingesetzt, z. B. Musikalisches Würfelspiel.

### Bildende Kunst
- Jackson Pollock, Action Painting
- Niki de Saint Phalle: "Schießbilder"

### Musik
- John Cage
- Pierre Boulez
- Karlheinz Stockhausen

### Film
- Forrest Gump (1994): Forrest Gump erlebt im Laufe seines Lebens eine Reihe von Zufällen, die ihn zu einem wichtigen Zeugen wichtiger historischer Ereignisse machen.
- Sie liebt ihn – sie liebt ihn nicht (Sliding Doors, 1998): Im Film werden  zwei mögliche Entwicklungen durchgespielt: In der ersten Handlungsversion verpasst die Protagonistin die U-Bahn, in der zweiten erreicht sie rechtzeitig den Zug.
- Weil es Dich gibt (Serendipity, 2001): Dieser Film greift auf das Thema Serendipität zurück, wobei es in der Handlung um eine zufällige Begegnung geht.

### Zeitgenössische Werke
- Florian Aigner: Der Zufall, das Universum und Du. Die Wissenschaft vom Glück. Christian Brandstätter Verlag, Wien 2016, ISBN 978-3-7106-0074-6.
- Walter Bloch: Geheimnisse von Raum und Zeit. Synchronizität und Nichtlokalität. Crotona Verlag, Amerang 2020, ISBN 978-3-86191-117-3.
- Georg Brunold: Fortuna auf Triumphzug. Von der Notwendigkeit des Zufalls. Galiani, Berlin 2011, ISBN 978-3-86971-044-0.
- Karl Bosch: Statistik für Nichtstatistiker. Zufall oder Wahrscheinlichkeit. Oldenbourg Verlag, München 2007, ISBN 978-3-486-58219-2.
- Christian Busch: Erfolgsfaktor Zufall. Wie wir Ungewissheit und unerwartete Ereignisse für uns nutzen können. Murmann Publishers, Hamburg 2023, ISBN 978-3-86774-754-7.
- Allan Combs, Mark Holland: Die Magie des Zufalls Synchronizität, eine neue Wissenschaft („Synchronicity“). Rowohlt, Reinbek 1992, ISBN 3-499-19177-6.
- Manfred Eigen, Ruthild Winkler: Das Spiel. Naturgesetze steuern den Zufall. Piper Verlag, München 1996, ISBN 3-492-20410-4.
- Gerd Gigerenzer u. a.: Das Reich des Zufalls. Wissen zwischen Wahrscheinlichkeiten, Häufigkeiten und Unschärfen (The empire of chance). Spektrum Akademischer Verlag, Heidelberg 1999, ISBN 3-8274-0101-1, (Buch über die Geschichte der Wahrscheinlichkeitsrechnung).
- Herbert Hörz: Zufall – Eine philosophische Untersuchung. Akademie-Verlag, Berlin 1980.
- Stefan Klein: Alles Zufall. Die Kraft, die unser Leben bestimmt. Rowohlt Verlag, Reinbek 2005, ISBN 3-498-03519-3.
- Klaus Mainzer: Der kreative Zufall. Wie das Neue in die Welt kommt. Beck, München 2007, ISBN 3-406-55428-8.
- Andrea Roedig, Andrea Zederbauer (Hrsg.): Zufall. In: Wespennest Nr. 182, Mai 2022, ISBN 978-3-85458-182-6.
- Winfried Rottenecker: Zufall. In: Lexikon des Mittelalters (LexMA). Band 9. LexMA-Verlag, München 1998, ISBN 3-89659-909-7, Sp. 682 f.
- David Ruelle: Zufall und Chaos. Springer, Berlin Heidelberg 1992, ISBN 3-540-55168-9.
- Martin Schneider: Teflon, Post-it und Viagra. Große Entdeckungen durch kleine Zufälle. Wiley-VCH, Weinheim 2002, ISBN 978-3-527-29873-0.

### Klassische Werke
- Aristoteles: Physika. Akademischer Verlag, Berlin 1990, ISBN 3-05-000695-1.
- Girolamo Cardano: Liber de Ludo Alea („Das Buch der Glücksspiele“), veröffentlicht posthum 1663.
- Jakob I Bernoulli: Wahrscheinlichkeitsrechnung, Ars conjectandi (Ostwalds Klassiker der exakten Wissenschaften; Band 107). Edition Deutsch, Thun 2002, ISBN 3-8171-3107-0, (Nachdruck der Ausgabe Leipzig 1713).
- Pierre Simon Laplace: Philosophischer Versuch über die Wahrscheinlichkeit (Ostwalds Klassiker der exakten Wissenschaften; Band 233). Edition Deutsch, Thun 1998, ISBN 3-8171-3233-6, (Nachdruck der Ausgabe Leipzig 1814).